# Flugunfall einer Boeing 707 der Air Memphis in Mombasa
Der Flugunfall einer Boeing 707 der Air Memphis in Mombasa ereignete sich am 10. März 1998. An diesem Tag verunglückte eine Boeing 707-336C beim Start vom Flughafen Mombasa in Kenia. Die Maschine kollidierte nach dem Abheben mit Objekten und wurde völlig zerstört, wobei alle sechs Menschen an Bord ums Leben kamen.

## Maschine
Bei der verunglückten Maschine handelte es sich um eine Boeing 707-336C, die im Jahr 1967 im Werk von Boeing auf dem Boeing Field im US-Bundesstaat Washington als die 735. Boeing 707 aus laufender Produktion mit der Werknummer 19843 endmontiert wurde. Der Erstflug der Maschine erfolgte am 6. August 1968. Am 13. August 1968 wurde sie an die British Overseas Airways Corporation ausgeliefert, wo sie mit dem Luftfahrzeugkennzeichen G-AVPB in Betrieb ging. Nachdem die Fluggesellschaft in British Airways umfirmiert worden war, ging die Maschine zum 1. April 1974 in deren Betrieb über. Ab dem 11. April 1981 wurde die Maschine dann bei der British Airtours betrieben. Die Maschine wurde schließlich nach Ägypten verkauft, wo sie mit dem neuen Luftfahrzeugkennzeichen SU-DAC bei der ZAS Airlines of Egypt den Betrieb aufnahm. Seit September 1995 war die Maschine mit dem neuen Kennzeichen SU-PBA bei der Air Memphis in Betrieb. Das vierstrahlige Langstrecken-Schmalrumpfflugzeug war mit vier Turbojettriebwerken des Typs Pratt & Whitney JT3D-3B ausgestattet.

## Insassen und Fracht
An Bord des Frachtflugzeugs befand sich eine sechsköpfige Besatzung. Die Fracht bestand aus 34 Tonnen Fisch, die von Mwanza über Mombasa nach Kairo geliefert werden sollten.

## Unfallhergang
Der Start vom Flughafen Mombasa Moi wurde um 16:31 Uhr durchgeführt. Die Maschine flog nach dem Start von der Landebahn 03 am Ende der Startbahn gegen die Anflugbefeuerung. Als Nächstes flog die Maschine gegen einen Hügel, rollte zur Seite und stürzte zu Boden. Die Maschine brach dabei auseinander und fing Feuer.
Die Landebahn 03 in Mombasa ist 10.991 Fuß lang, aber zum Zeitpunkt des Unfalls waren die ersten 2.600 ft Landebahnlänge wegen Umbauarbeiten nicht nutzbar.